# Óscar Vanegas
Óscar Luis Vanegas Zúñiga (Sincelejo, 7 maggio 1996) è un calciatore colombiano, difensore dell'Unión Magdalena.

## Biografia
Anche suo fratello Ray è un calciatore professionista.

## Carriera
Dal 2014 al 2015 ha fatto parte della rosa dell'Alianza Petrolera, squadra della prima divisione colombiana, giocando però solo 3 partite in Copa Colombia. In seguito, dal 2016 al 2019, ha militato in diverse squadre della seconda divisione colombiana. Nel 2020 è passato al Patriotas Boyacá, con cui ha totalizzato 34 presenze e 4 gol nella prima divisione colombiana in due stagioni. Il 2 luglio 2021 è stato acquistato a titolo definitivo dal Toluca, club militante nella prima divisione messicana.

## Statistiche

### Presenze e reti nei club
Statistiche aggiornate al 3 luglio 2021.
| Stagione                 | Squadra                  | Campionato               | Campionato | Campionato | Coppe nazionali | Coppe nazionali | Coppe nazionali | Coppe continentali | Coppe continentali | Coppe continentali | Altre coppe | Altre coppe | Altre coppe | Totale | Totale |
| Stagione                 | Squadra                  | Comp                     | Pres       | Reti       | Comp            | Pres            | Reti            | Comp               | Pres               | Reti               | Comp        | Pres        | Reti        | Pres   | Reti   |
| ------------------------ | ------------------------ | ------------------------ | ---------- | ---------- | --------------- | --------------- | --------------- | ------------------ | ------------------ | ------------------ | ----------- | ----------- | ----------- | ------ | ------ |
| 2014                     | Alianza Petrolera        | A                        | 0          | 0          | CC              | 2               | 0               |                    | -                  | -                  |             | -           | -           | 2      | 0      |
| 2015                     | Alianza Petrolera        | A                        | 0          | 0          | CC              | 1               | 0               |                    | -                  | -                  |             | -           | -           | 1      | 0      |
| Totale Alianza Petrolera | Totale Alianza Petrolera | Totale Alianza Petrolera | 0          | 0          |                 | 3               | 0               |                    | -                  | -                  |             | -           | -           | 3      | 0      |
| 2016                     | Real Santander           | B                        | 7          | 0          | CC              | 1               | 0               |                    | -                  | -                  |             | -           | -           | 8      | 0      |
| 2017                     | Real Santander           | B                        | 4          | 0          | CC              | 5               | 0               |                    | -                  | -                  |             | -           | -           | 9      | 0      |
| Totale Real Santander    | Totale Real Santander    | Totale Real Santander    | 11         | 0          |                 | 6               | 0               |                    | -                  | -                  |             | -           | -           | 17     | 0      |
| 2018                     | Llaneros                 | B                        | 34         | 2          | CC              | 4               | 0               |                    | -                  | -                  |             | -           | -           | 38     | 2      |
| 2019                     | Llaneros                 | B                        | 36         | 3          | CC              | 1               | 0               |                    | -                  | -                  |             | -           | -           | 37     | 3      |
| Totale Llaneros          | Totale Llaneros          | Totale Llaneros          | 70         | 5          |                 | 5               | 0               |                    | -                  | -                  |             | -           | -           | 75     | 5      |
| 2020                     | Patriotas Boyacá         | A                        | 16         | 2          | CC              | 1               | 1               |                    | -                  | -                  |             | -           | -           | 17     | 3      |
| 2021                     | Patriotas Boyacá         | A                        | 18         | 2          | CC              | 0               | 0               |                    | -                  | -                  |             | -           | -           | 18     | 2      |
| Totale Patriotas Boyacá  | Totale Patriotas Boyacá  | Totale Patriotas Boyacá  | 34         | 4          |                 | 1               | 1               |                    | -                  | -                  |             | -           | -           | 35     | 5      |
| 2021-2022                | Toluca                   | LMX                      | 0          | 0          |                 | -               | -               |                    | -                  | -                  |             | -           | -           | 0      | 0      |
| Totale carriera          | Totale carriera          | Totale carriera          | 115        | 9          |                 | 15              | 1               |                    | -                  | -                  |             | -           | -           | 130    | 10     |

## Palmarès

### Competizioni nazionali
- Copa Colombia: 1

Millonarios: 2022
- Campionato colombiano: 1

Millonarios: 2023-I
- Súper Liga: 1

Millonarios: 2024